# 石家营（丙）遗址
石家营（丙）遗址，位于中国青海省平安县小峡乡古城崖村，为第四批青海省文物保护单位，公布日期为1986年5月27日，类型为古遗址。
石家营（丙）遗址的历史年代为马家窑类型。